# Servants of Death
Servants of Death è il sesto EP del gruppo musicale svedese Refused, pubblicato il 25 novembre 2016 dalla Epitaph Records.

## Descrizione
Pubblicato in occasione dell'annuale Record Store Day Black Friday, il disco contiene l'omonimo brano originariamente contenuto nel quarto album Freedom e Stolen Voices, apparso nella sola edizione giapponese dell'album, oltre a quattro brani eseguiti dal vivo durante la tournée europea del gruppo svoltasi nel 2015.
Per la sua promozione il 29 luglio 2016 i Refused hanno reso disponibile il video musicale del brano omonimo attraverso il proprio canale YouTube.

## Tracce
Testi e musiche di Refused, eccetto dove indicato.
1. Servants of Death – 3:42
2. Stolen Voices – 3:57
3. Thought Is Blood (Live) – 4:32
4. Dawkins Christ (Live) – 4:32
5. The Shape of Punk to Come (Live) – 4:09
6. Tannhäuser/Derivé (Live) – 7:52

## Formazione
Gruppo
- Dennis Lyxzén – voce
- David Sandström – batteria
- Kristofer Steen – chitarra
- Magnus Flagge – basso
- Mattias Bärjed – chitarra

Altri musicisti
- Church – voce aggiuntiva (traccia 1)
- Adam "Atom" Greenspan – tastiera e programmazione (traccia 1)

Produzione
- Nick Launay – produzione, registrazione e missaggio (tracce 1 e 2)
- Adam "Atom" Greenspan – assistenza alla produzione e ingegneria del suono (tracce 1 e 2)
- Bernie Grundman – mastering (tracce 1 e 2)
- Don Alsterberg – missaggio (tracce 3-6)
- Hans Olsson Brookes – mastering (tracce 3-6)